# 김현집
김현집(金賢執, 1957년 ~ , 충청남도 보령군)은 대한민국의 군인이다. 

## 학력
- 1976년 대전고등학교 졸업(55회[1][2])
- 1980년 육군사관학교 제36기
- 1999년 배재대학교 이공학 석사

## 진급
- 1980년 육군 소위 임관
- 2007년 육군 준장 진급
- 2009년 육군 소장
- 2011년 육군 중장
- 2014년 육군 대장 진급

## 경력
- 대한민국 육군 제22보병사단 대대장 (육군 중령)
- 대한민국 육군 제3보병사단 연대장 (육군 대령)
- 대한민국 육군 합동참모본부 전투준비태세 검열실 차장
- 대한민국 육군 제3야전군사령부 작전차장 (육군 준장)
- 대한민국 육군 제28보병사단장 (육군 소장)
- 2011.01 ~ 2011.11 : 대한민국 합동참모본부 작전부장
- 2011.11 ~ 2013.04 : 제36대 대한민국 육군 제5군단장 (육군 중장)
- 2013.04 ~ 2013.10 : 대한민국 국방정보본부장
- 2013.10 ~ 2014.08 : 대한민국 합동참모본부 합동참모차장
- 2013.10 ~ 연도미상 : 국군불교총신도회장[3]
- 2014.08 ~ 2015.09 : 대한민국 육군 제3야전군사령관 (육군 대장)
- 2015.09 ~ 2016.09 : 한미연합사 부사령관[4]
- 2017.03 ~ 2020.03 : 통일연구원 석좌연구위원